# ペペロンチーノ (テレビドラマ)
『ペペロンチーノ』は、NHK BSプレミアムおよびNHK BS4Kで2021年3月6日に放送されたNHK仙台放送局制作のテレビドラマ（地域発ドラマ）である。番組名には、「宮城発地域ドラマ」が付加されている。

## 番組概要
宮城県牡鹿半島の海を臨むイタリアンレストランのオーナーシェフを主人公に、東日本大震災から10年を迎える被災地の復興と被災者の心の再生を描いた群像劇。一色伸幸脚本。
撮影は4K制作で、宮城県牡鹿郡女川町および牡鹿半島（石巻市）にて2020年冬に行われた。NHK東日本大震災プロジェクトの一環として制作。
BSでの放送後、東北地方の総合テレビでも3月19日の19時30分 - 20時30分に放送されたほか、4月17日の17時00分 - 18時00分に総合テレビで全国放送された。また、放送常時同時配信・見逃し番組配信サービス「NHKプラス」でも東北地方の総合テレビおよび全国の総合テレビの放送から1週間、見逃し配信が行われた。

## あらすじ
2021年3月11日、東日本大震災から10年たった宮城県女川町。海を臨むイタリアンレストラン「PARADISO」のオーナーシェフ・小野寺潔と妻の灯里は店に友人たちを招待する。潔は震災の打ち上げパーティをしようと呼びかけ、これまでを振り返る。
2013年夏、仮設住宅に入った潔は職を転々とし、酒に溺れていた。そんなある日、潔はバイク事故をおこして入院する。主治医の佐々木春文は自分もアルコール依存症で断酒していることを打ち明け、潔に「震災から10年酒を辛抱したら打ち上げをしよう」と約束する。
2014年春、潔は故郷を出て働くことを考えるが、仮設住宅の隣の部屋に高校時代の同級生で美容師の阿部より子が住んでいるのを知る。より子は夫を亡くし、娘の蒼と暮していた。潔は喧嘩していた二人にアーリオ・オリオ・ペペロンチーノを作ってやる。蒼の笑顔を見た潔は再びレストランをやると決意する。
2015年冬、「PARADISO」の跡地を見にいった潔は、漁師の高橋友作が幼馴染のなたねに求婚しているところに居合わせる。潔は結婚した二人と養殖の仕事を手伝い、地元の魚の良さを知る。
2016年夏、復興住宅に移った潔は灯里と地元の食材を使った料理の試作を重ねる。商工会の補助金、銀行の融資、親戚の援助で開業資金を集め、2018年春、海のそばに「PARADISO」を再建する。潔の店は震災から立ち直った被災者の店としてマスコミに取り上げられ、繁盛する。
2020年4月、新型コロナウイルスによる緊急事態宣言で、店から客足が途絶える。潔が酒に手を出しかけたとき、ウェブマガジン編集者の庄司結衣香が来店する。結衣香の記事を読んだ潔は、自分を被災者扱いしなかった記事に感激し、結衣香に礼を述べる。
横浜から佐々木が駆け付け、みんなで乾杯する。潔は佐々木との約束を守り、今日まで断酒を続け水で乾杯した。潔にいつも寄り添っていた灯里は実は津波で行方不明になっていた。それでも潔は「灯里はいつもここにいる」と涙ぐむ。灯里のグラスにワインを注ぎ、再び乾杯する一同。宴を終えた翌日、潔は心の中の灯里と開店準備をする。

## 登場人物
⼩野寺潔（おのでら きよし）
演 - 草彅剛
主人公。宮城県牡鹿半島にある海を臨んだイタリアンレストラン「PARADISO」のオーナーシェフ。震災ですべてを失ったものの、人との出会いを経て立ち直り、店の再建にこぎつける。
佐々木春文（ささき はるぶみ）
演 - 國村隼
整形外科医。東京から復興支援で来県。その後横浜に移る。実はアルコール依存症で断酒中。飲みたくなったときは落語を唱えて堪えている。
小野寺灯里（おのでら あかり）
演 - 吉田羊
潔の妻。
阿部より子（あべ よりこ）
演 - 矢田亜希子
美容師。夫を亡くし娘の蒼と二人暮らし。
高橋なたね（たかはし なたね）
演 - 富田望生
友作の妻。
高橋友作（たかはし ともさく）
演 - 一色洋平
漁師。銀鮭の養殖をしている。
庄司結衣香（しょうじ ゆいか）
演 - 齊藤夢愛
仙台発のウェブマガジン編集者。
阿部蒼（あべ あおい）
演 - 蒼波純（幼少期　古川凛）
より子の娘。

## スタッフ
- 脚本 - 一色伸幸[4]
- 演出 - 丸山拓也[4]（NHK仙台放送局）
- 音楽 - 世武裕子[16]
- 制作統括 - 廣瀬正雄（NHK仙台放送局）

## 受賞
- 第58回ギャラクシー賞 テレビ部門奨励賞（2020年度）[17]
- 第47回放送文化基金賞[18][19][20][21]
  - 同演技賞 草彅剛[19][20][21]
  - 同脚本賞 一色伸幸[20]